# Supunna funerea
Supunna funerea är en spindelart som beskrevs av Simon 1896. Supunna funerea ingår i släktet Supunna och familjen flinkspindlar.
Artens utbredningsområde är Tasmanien. Inga underarter finns listade i Catalogue of Life.